# Чайчи
Чайчи (кирг. Чайчи) — село в Кара-Сууском районе Ошской области Кыргызстана. Административный центр Кызыл-Сууского айылного аймака.

## География
Село расположено в северо-западной части области, на левом берегу реки Куршаб, на расстоянии приблизительно 42 километров (по прямой) к юго-востоку от города Кара-Суу, административного центра района. Абсолютная высота — 1298 метров над уровнем моря.

## Население
Согласно оценочным данным Национального статистического комитета Кыргызской Республики, численность населения села на начало 2023 года составляла 1963 человека.
| год     | 2009 | 2014 | 2015 | 2020 | 2021 | 2023 |
| ------- | ---- | ---- | ---- | ---- | ---- | ---- |
| человек | 1481 | 1888 | 1885 | 1884 | 1899 | 1963 |